# Odin (самопідіймальне судно)
Odin (JB-119) — морське будівельне судно, яке використовувалося, зокрема, для робіт на ряді офшорних вітрових електростанцій. 

## Характеристики
Замовлення на спорудження судна Odin виконала литовська верф Western Shiprepair Yard у місті Клайпеда. За своїм архітектурно-конструктивним типом воно відноситься до самопідіймальних (jack-up) і має чотири опори завдовжки по 60 метрів, що дає змогу йому діяти в районах із глибинами моря до 45 метрів. 
Первісно Odin було обладнане краном Spacelift ZT - R 800 вантажопідйомністю 61 тонна. В 2009 році воно пройшло модернізацію та отримало кран Liebherr BOS 7500 вантажопідйомністю 300 тонн, що дозволяло використовувати Odin для обслуговування вітрових турбін. На робочій палубі судна площею 700 м2 може розміщуватись до 1200 тонн вантажу (максимальне навантаження складає від 15 до 30 тонн/м2). 
На Odin забезпечується розміщення 40 осіб (опціонально до 120 осіб).
У 2014-му судно викупила та перейменувала на JB-119 нідердандська компанія Jack-Up Barge B.V.

## Завдання судна

### Будівництво портів
Судно споруджувалось з розрахунку на участь в проекті спорудження контейнерного терміналу CT 4 у Бремергафені. Його завданням на об'єкті стало встановлення пальної стінки терміналу з боку річки Везер, при цьому на палубі додатково встановили гусеничний кран Liebherr LR 1280 з бурильно-свайною установкою LRH 600.
У 2005 році Odin забив три пробні палі на місці проекту JadeWeserPort у Вільгельмсгафені. Мета виконаної роботи, зокрема, вивчити достатність заходів з поглинання шуму, запланованих на цьому наймасштабнішому портовому проекті Німеччини. 

### Офшорна вітроенергетика
У 2008 році судно провело геотехнічні дослідження на місці майбутньої ВЕС Зандбанк (Північне море на захід від острова Зильт).
В 2010 році Odin споруджувало палі на першій німецькій офшорній вітровій електростанції Альфа-Фентус — по 3 для кожного з 6 фундаментів типу «трипод» та 4 для ґратчастої опорної основи офшорної трансформаторної підстанції. Також судно змонтувало нижні секції шести башт вітрових агрегатів.
У 2012-му Odin законтрактували для проведення операцій з обслуговування вітрових турбін на британських станціях Барроу та Норт-Хойл (Ірландське море біля узбережжя Англії та Уельсу).

### Інші роботи
В 2014 році судно відправили для проведення операцій в Південній Америці, куди його доправив буксир Bremen Hunter. Спершу воно працювало у Пампа-Мельхоріта на портових спорудах заводу з виробництва зрідженого природного газу Перу ЗПГ.
На початку наступного року Odin перевели до порту Анкуд на півночі Чилі. Тут судно провадило геотехнічні дослідження на місці північного й центрального пілонів майбутнього Моста Чилое — споруди вартістю 700 млн доларів США, яка повинна з’єднати з материком острів Чилое.